# محمد العقص

## محمد العقص المسماري
. حارب الايطالين في المنطقة الشرقية من ليبيا.
أحد السواعد القوية للرجل الثاني في مسيرة الجهاد الليبي الفضيل بوعمر وكان شديد الإيمان بالقرآن الكريم
وللمجاهد محمد العقص شقيق اسمه عبد الكريم وله من الأبناء محمد وإبراهيم وفرج
ومن القصص المعروفة التي كانت تحكى عنه أنه قتل جندياً إيطالياً كان ماراً بالنجع هجم عليه وضربه بحجر في رأسه وأخذ منه بندقيته وعتادته؛ ومن يومها صار مطارداً من قبل الحكومة الإيطالية. إبان تلك الفترة التحق محمد العقص بكتائب المجاهدين وبزغ ظهورة وأصبح قائداً لفصيل من فرق المجاهدين.